# Moeris crispinus
Moeris crispinus är en fjärilsart som beskrevs av Carl Plötz 1882. Moeris crispinus ingår i släktet Moeris och familjen tjockhuvuden. Inga underarter finns listade i Catalogue of Life.